# المرجة (الفقرة)
المرجة هو دُوَّار يقع بجماعة قرية بن عودة، إقليم القنيطرة، جهة الرباط سلا القنيطرة في المملكة المغربية. ينتمي الدوّار لمشيخة الفقرة التي تضم 14 دوار. يقدر عدد سكانه بـ 1212 نسمة حسب الإحصاء الرسمي للسكان والسكنى لسنة 2004.

## روابط خارجية
- البوابة الوطنية للجماعات الترابية
- المندوبية السامية للتخطيط